# ملكة جمال مراهقات الولايات المتحدة الأمريكية 2024
ملكة جمال مراهقات الولايات المتحدة الأمريكية 2024 هي مسابقة ملكة جمال المراهقات في الولايات المتحدة الأمريكية الثانية والأربعين من مسابقة ملكة جمال مراهقات الولايات المتحدة الأمريكية من انطلاقها عام 1983، أقيمت في فندق ميلينيوم بيلتمور في لوس أنجلوس، كاليفورنيا في 3 أغسطس 2024. في نهاية الحدث توجت فازت آدي كارفر من ولاية ميسيسيبي بلقب ملكة جمال الولايات المتحدة الأمريكية لعام 2023 من قبل أوما صوفيا سريفاستافا من نيوجيرسي، وهذا هو لقبها الثاني بعد كريستي أديس في عام 1987.
تم عرض الحدث على قناة ذا سي دبليو للعام الثاني على التوالي. بعدما أبرمت شبكة ذا سي دبليو اتفاقية بث حصري لعدة سنوات لمسابقة ملكة جمال الولايات المتحدة الأمريكية ومسابقة ملكة جمال مراهقات الولايات المتحدة الأمريكية، سيتم بث مسابقة ملكة جمال الولايات المتحدة الثالثة والسبعين على الهواء مباشرة على القناة يوم الأحد 4 أغسطس 2024. سيتم بث مسابقة مسابقة ملكة جمال مراهقات الولايات المتحدة الأمريكية على الهواء مباشرة يوم الخميس 01 أغسطس (8:00-10:00 مساءً بالتوقيت الشرقي).

## النتائج

### المراكز النهائية
| الترتيب                                           | المتسابقة |
| ------------------------------------------------- | --- |
| ملكة جمال مراهقات الولايات المتحدة الأمريكية 2024 | - ميسيسيبي – آدي كارفر |
| الوصيفة الأولى                                    | - جورجيا – آفا كوليندريس |
| الوصيفة الثانية                                   | - أريزونا – راشيل ماكلين |
| الوصيفة الثالثة                                   | - تينيسي – تاونسند بلاكويل |
| الوصيفة الرابعة                                   | - فرجينيا الغربية – أوليفيا ترافيس |
| أفضل 10                                           | - ألاباما – أفا ليبلانك - أركنساس – سيونا كاركيرا - إلينوي – أريانا طومسون - كانساس – بريلي جاريت - ماريلاند – سانجانا يندلري |
| أفضل 20                                           | - مقاطعة كولومبيا – تشيلسي تشامبرز - ميزوري – شيلبي ويلينج - مونتانا – كايلي بوريس - نبراسكا – ماجي وادجينسكي - نيويورك – فالاري جوراهو § - رود آيلاند – كاريسا تيلينجهاست - داكوتا الجنوبية – أوليفيا أودنبريت - تكساس – دالين بيسيك - يوتا – صوفيا فوريست تورنر - فرجينيا – جوليا ألين |

§ – تم التصويت لها ضمن أفضل 20 من خلال التصويت عبر الإنترنت.

### جوائز خاصة
| جائزة                             | متسابقة                      |
| --------------------------------- | ---------------------------- |
| ملكة جمال الصور الفوتوغرافية      | - ماريلاند – سانجانا يندلوري |
| ملكة جمال اللطافة                 | - ديلاوير – كايلا كوزمالسكي  |
| أفضل زي لولاية                    | - فلوريدا – كينيدي كلينتون   |
| أفضل فساتين سهرة                  | - تينيسي – تاونسند بلاكويل   |
| أفضل ملابس رياضية                 | - كانساس – بريلي جاريت       |
| الأفضل في المقابلة                | - كانساس – بريلي جاريت       |
| الأفضل في وسائل التواصل الاجتماعي | - ألاباما – آفا لوبلانك      |
| اختيار الجمهور                    | - نيويورك – فاليري جوراهو    |

## الخلفية

### المكان
سيستضيف الفندق التاريخي المعروف بأنه مركز عصر هوليوود الشهير في الذكرى المئوية لتأسيس فندق بيلتمور لوس أنجلوس.ملكة جمال الولايات المتحدة الأمريكية وملكة جمال مراهقات الولايات المتحدة الأمريكية لعام 2024. تعتبر هذه النسخة أول عودة لمسابقات ملكة جمال الولايات المتحدة الأمريكية إلى لوس أنجلوس للمرة الأولى منذ عام 2007، وهذه المرة سيكون الفندق المضيف هو فندق بيلتمور لوس أنجلوس التاريخي التابع لفنادق ميلينيوم. ستقام مسابقات ملكة جمال الولايات المتحدة الأمريكية وملكة جمال مراهقات الولايات المتحدة الأمريكية في لوس أنجلوس في الفترة من 27 يوليو إلى 4 أغسطس 2024. خلال هذا الوقت، سيجتمع 51 مندوبة من قسم ملكة جمال و51 مندوبة من قسم المراهقين لتتويج الفائزين لعام 2024.
قالت ليلى روز، الرئيس والمدير التنفيذي لمنظمة ملكة جمال الولايات المتحدة الأمريكية: "يسر منظمة ملكة جمال الولايات المتحدة الأمريكية أن تعلن عن عودتها إلى كاليفورنيا، حيث بدأ كل شيء". "ستتم استضافة مندوبات ملكة جمال الولايات المتحدة الأمريكية في فندق بيلتمور، ولا يمكننا أن نكون أكثر حماسًا. يسعدنا جدًا أن نتشارك مع الفندق للاحتفال بالذكرى المئوية لتأسيسه. إن تاريخ بيلتمور الغني وأجواءه الفاخرة تجعل منه مكانًا استثنائيًا لهذه المناسبة المهمة. يشرفنا إعادة ملكة جمال الولايات المتحدة الأمريكية إلى الوطن، إلى هذا المعلم الشهير والوجهة ذات المستوى العالمي".

## المتسابقات
| الولاية            | اسم المتسابقة           | تاريخ التتويج | العمر | بلد المنشأ     | المركز          | ملاحظات |
| ------------------ | ----------------------- | ------------- | ----- | -------------- | --------------- | --- |
| ألاباما            | آفا ليبلانك             | 01 يونيو 2024 | 18    | برمنغهام       |                 | شقيقة مارسيل ليبلانك المراهقات المتميزات في مسابقة ملكة جمال ألاباما 2021 وملكة جمال مراهقات أمريكا المتميزات 2022 |
| ألاسكا             | نيفيه جيمس              | 01 يونيو 2024 | 16    | أنكوريج        |                 | |
| أريزونا            | راشيل ماكلين            | 27 مايو 2024  | 19    | كوين كريك      | الوصيفة الثانية | |
| أركنساس            | سيونا كاركيرا           | 14 أبريل 2024 | 19    | ليتل روك       |                 | |
| كاليفورنيا         | بيج غونور               | 23 يونيو 2024 |       | سان دييغو      |                 | |
| كولورادو           | ريس ريفيوس              | 30 يونيو 2024 |       | تشيري كريك     |                 | |
| كونيتيكت           | أفا سيلينتانو           | 14 أبريل 2024 | 14    | نورث هيفن      |                 | |
| ديلاوير            | كايلا كوسمالسكي         | 28 أبريل 2024 | 18    | دوفر           |                 | |
| مقاطعة كولومبيا    | تشيلسي تشامبرز          | 29 يونيو 2024 | 19    | بلومينغديل     |                 | |
| فلوريدا            | كينيدي كلينتون          | 07 يوليو 2024 |       | بلانت سيتي     |                 | |
| جورجيا             | افا كوليندريس           | 15 يونيو 2024 | 17    | جونز كريك      | الوصيفة الأولى  | |
| هاواي              | هوكواوكاالي إيما جيلمان | 19 أبريل 2024 | 19    | هايكو          |                 | |
| أيداهو             | آلي فيلي                | 23 يونيو 2024 | 19    | إيغيل          |                 | |
| إلينوي             | أريانا طومسون           | 26 مايو 2024  | 17    | ماهومت         |                 | |
| إنديانا            | علياء دين               | 08 يونيو 2024 | 17    | أوستن          |                 | |
| أيوا               | غريس سميثي              | 23 يونيو 2024 |       | بولك سيتي      |                 | |
| كانساس             | بريلي جاريت             | 16 يونيو 2024 | 17    | ويتشيتا        |                 | |
| كنتاكي             | كارلي هولمان            | 19 مايو 2024  | 17    | غيلبرتسفيل     |                 | |
| لويزيانا           | أفا واتسون              | 31 مارس 2024  | 16    | نيو أورليانز   |                 | |
| مين                | آبي هافتر               | 11 مارس 2024  | 14    | كينبونك        |                 | |
| ماريلاند           | سانجانا يندلوري         | 01 يونيو 2024 | 19    | جيرمانتاون     |                 | |
| ماساتشوستس         | أفيري تورنر             | 10 مارس 2024  | 18    | ريدينج         |                 | أفيري هي ابنة ملكة جمال ماساتشوستس الولايات المتحدة الأمريكية 1999 جينيفر كراففي تورنر.                            |
| ميشيغان            | ماديسون كوت             | 21 أبريل 2024 | 18    | تروي           |                 | |
| مينيسوتا           | غريس ستال               | 23 يونيو 2024 |       | مينيتونكا      |                 | |
| ميسيسيبي           | أديسون كارفر            | 06 أبريل 2024 | 17    | مونتايسلو      | ملكة 2024       | |
| ميزوري             | شيلبي ويلينغ            | 16 يونيو 2024 | 18    | جيفرسون سيتي   |                 | |
| مونتانا            | كايلي بوريس             | 16 يونيو 2024 | 17    | بيغ سكاي       |                 | |
| نبراسكا            | ماغي وادغينسكي          | 30 يونيو 2024 | 19    | أوماها         |                 | |
| نيفادا             | كورتني كلارك            | 30 يونيو 2024 | 18    | لاس فيغاس      |                 | |
| نيو هامبشير        | تارا مارشال             | 09 يونيو 2024 | 17    | هانوفر         |                 | |
| نيو جيرسي          | جوليا ليفولسي           | 23 يونيو 2024 |       | جلان روك       |                 | |
| نيو مكسيكو         | فرناندا غونزاليس        | 30 يونيو 2024 | 19    | ألباكركي       |                 | |
| نيويورك            | فالاري غوراههو          | 30 يونيو 2024 | 17    | فالي ستريم     |                 | |
| كارولاينا الشمالية | كايلي ستافلاس           | 15 يونيو 2024 | 17    | سميثفيلد       |                 | |
| داكوتا الشمالية    | جيسي باركر              | 12 مايو 2024  | 17    | مينوت          |                 | |
| أوهايو             | ماكنزي جيبسون           | 25 مايو 2024  | 18    | مقاطعة فيرفيلد |                 | |
| أوكلاهوما          | ميغان لامزا             | 14 أبريل 2024 | 18    | رايت           |                 | |
| أوريغون            | اشلين هارت              | 04 مايو 2024  | 17    | فلورينس        |                 | |
| بنسيلفانيا         | إليوت أوليفانت          | 29 يونيو 2024 | 19    | بلدة ساوث بارك |                 | |
| رود آيلاند         | كاريسا تيلينغهاست       | 26 مايو 2024  | 19    | وارويك         |                 | |
| كارولاينا الجنوبية | جولز غراس               | 15 يونيو 2024 | 18    | كليمسون        |                 | |
| داكوتا الجنوبية    | أوليفيا أودينبريت       | 12 مايو 2024  | 17    | براندون        |                 | |
| تينيسي             | تاونسند بلاكويل         | 09 مارس 2024  | 17    | ليكلاند        | الوصيفة الثالثة | |
| تكساس              | دالين بيسيك             | 23 يونيو 2024 | 17    | شاينر          |                 | |
| يوتا               | صوفيا فورست تيرنر       | 06 يوليو 2024 | 18    | بروفو          |                 | |
| فيرمونت            | جوسلين ماكينا           | 09 يونيو 2024 | 15    | كولشستر        |                 | |
| فرجينيا            | جوليا ألين              | 23 يونيو 2024 | 17    | لينشبرغ        |                 | |
| واشنطن             | كيندال بيسلي            | 27 يونيو 2024 | 17    | كينويك         |                 | |
| فرجينيا الغربية    | أوليفيا ترافيس          | 01 يونيو 2024 | 19    | باربورسفيل     | الوصيفة الرابعة | |
| ويسكونسن           | أوليفيا نيجري           | 15 يونيو 2024 | 17    | بارك فولز      |                 | |
| وايومنغ            | أوبري كروغر             | 30 يونيو 2024 | 18    | ورلاند         |                 | |

## روابط خارجية
- موقع ملكة جمال مراهقات الولايات المتحدة الأمريكية الرسمي